# Paratrissocladius ogasaduodecimus
Paratrissocladius ogasaduodecimus är en tvåvingeart som beskrevs av Sasa och Suzuki 1997. Paratrissocladius ogasaduodecimus ingår i släktet Paratrissocladius och familjen fjädermyggor. Inga underarter finns listade i Catalogue of Life.